# Citadelle de Mayence
La citadelle de Mayence en Rhénanie-Palatinat – Département du Mont-Tonnerre durant le rattachement à la France – est l'une des plus belles citadelles d’Allemagne. En excellent état de conservation, ce site touristique confère à la ville de Mayence et à son centre historique beaucoup de son caractère. La citadelle fait partie de la forteresse fédérale de Mayence.

## Emplacement géographique
L'édifice est situé vers la Gare Römisches Theater, près du théâtre antique de Mayence, sur un site dont l'importance stratégique est évidente. La Citadelle de Mayence a ainsi été construite sur le mont Saint-Jacob, une des sept collines qui forment les protections naturelles de la capitale de la Rhénanie-Palatinat. La figure de citadelle régulière est un carré plus ordinaire, quand le terrain le permet.

## Histoire
La citadelle servait dans l'Antiquité de lieu de rassemblement pour le culte public du chef militaire Drusus, dont le monument se dressait à l'emplacement de l’actuelle citadelle. À cet effet les représentants des 60 tribus gauloises s’y rassemblaient. Mogontiacum – capitale de la province romaine de Haute-Germanie – était par conséquent le lieu de pèlerinage politique pour les Germains et les Gaulois, où ils évoquaient chaque année leurs racines romaines communes.

### Édification (1620-1660)
Le Mont-Saint-Jacob voit s'établir à partir de l'année 1620 un ouvrage militaire dessiné par le chanoine Adolph de Waldenburg, le "Schweickhardtsburg". L'édification de cet ouvrage pentagonal, dont le nom vient de celui du prince-électeur régnant, Johann Schweikhard von Kronberg, dure neuf années.

### Agrandissement (1655)
À partir de 1655, le prince-électeur Johann Philipp von Schönborn se lance dans l’agrandissement de toutes les fortifications de Mayence avec bastions à la française. En 1793, pendant le siège de Mayence, les Prussiens détruisent le cloître du Mont Saint-Jacob. Seuls les bâtiments de commerce et de l'abbé seront utilisés jusqu’en 1912.

### Fonctions de la citadelle jusqu'à la période moderne
Au cours des siècles suivants, la Citadelle sera assez peu utilisée pour résister à des sièges, mais restera toujours propriété de l’État et sera utilisée comme prison ou comme logement des troupes de la garnison, d’autant plus que les progrès de l’artillerie rendent les fortifications insuffisantes. Après la réorganisation de l’Europe à la suite du congrès de Vienne, Mayence devient la capitale d'une des trois provinces du Grand-duché de Hesse.
Les casernes de la double compagnie étaient encore en construction sur la citadelle en 1914 ; les derniers vestiges du monastère devaient leur faire place. Cependant, de nombreux éléments architecturaux du bâtiment de l'abbé et de l'étranger ont été intégrés dans la construction de la caserne. Pendant la Première et la Seconde Guerre mondiale, la citadelle a servi de camp de prisonniers de guerre. De 1940 jusqu'à la fin de la guerre, c'était le camp des officiers ("Oflag") XII B.
Avec le traité de paix de Versailles de 1919 - et la mise en place concomitante des fortifications de Mayence et des environs - l'histoire militaire de la citadelle de Mayence, qui avec ses dimensions d'environ 340 sur 320 mètres est l'une des plus importantes grandes fortifications de Rhénanie-Palatinat, a pris fin. Dans les années d'avant-guerre, de 1933 à 1936 inclus, il abritait le Rhein-Mainische Stätte für Erziehung, un centre de formation suprarégional pour l'idéologisation nationale-socialiste des enseignants et des élèves. Pendant la Seconde Guerre mondiale, une partie de la population de Mayence s'est réfugiée contre les bombardements dans les souterrains du Bastion Drusus, qui avaient été transformés en abris anti-aériens.
Lors des Première et Seconde Guerres mondiales, Mayence restera à l’arrière du front et ne sera pas touchée par les combats de l'infanterie. La Citadelle sera donc surtout utilisée pour détenir les prisonniers de guerre, par exemple Sylvain Eugène Raynal, Salomon Gluck et Fernand Braudel. Après le traité de Versailles, qui ordonne le démantèlement des fortifications de Mayence, le rôle militaire de la citadelle disparaît mais, dans les derniers jours de la Deuxième Guerre mondiale, les habitants de Mayence se réfugient dans les vieux souterrains à l’intérieur de la Citadelle. Pour une courte période Félix Bertaux était proviseur du Lycée français de Mayence (1919/1920) qui portait le nom d'André Jeanbon Saint-André.
Dans les années qui suivent la défaite nazie, de 1945 à 1955, la Citadelle est occupée par les Forces françaises. Le Lycée Paul-Tirard, nommé d'après Paul Tirard (1879-1945) président de la Haute Commission interalliée des territoires rhénans, est érigé en 1950 par la Direction de l'enseignement français en Allemagne pour les enfants des familles de militaires et du personnel civil de l'occupation,.

### Utilisation actuelle
En 1955, la ville de Mayence, nouveau propriétaire du site, dédie la forteresse au tourisme, à l'administration, à la culture et à la mémoire.
Dans la citadelle, on trouve plusieurs bâtiments :
- Au centre, la commanderie de Citadelle fut construite en 1696 sur ordre du Prince électeur Lothar Franz von Schönborn.

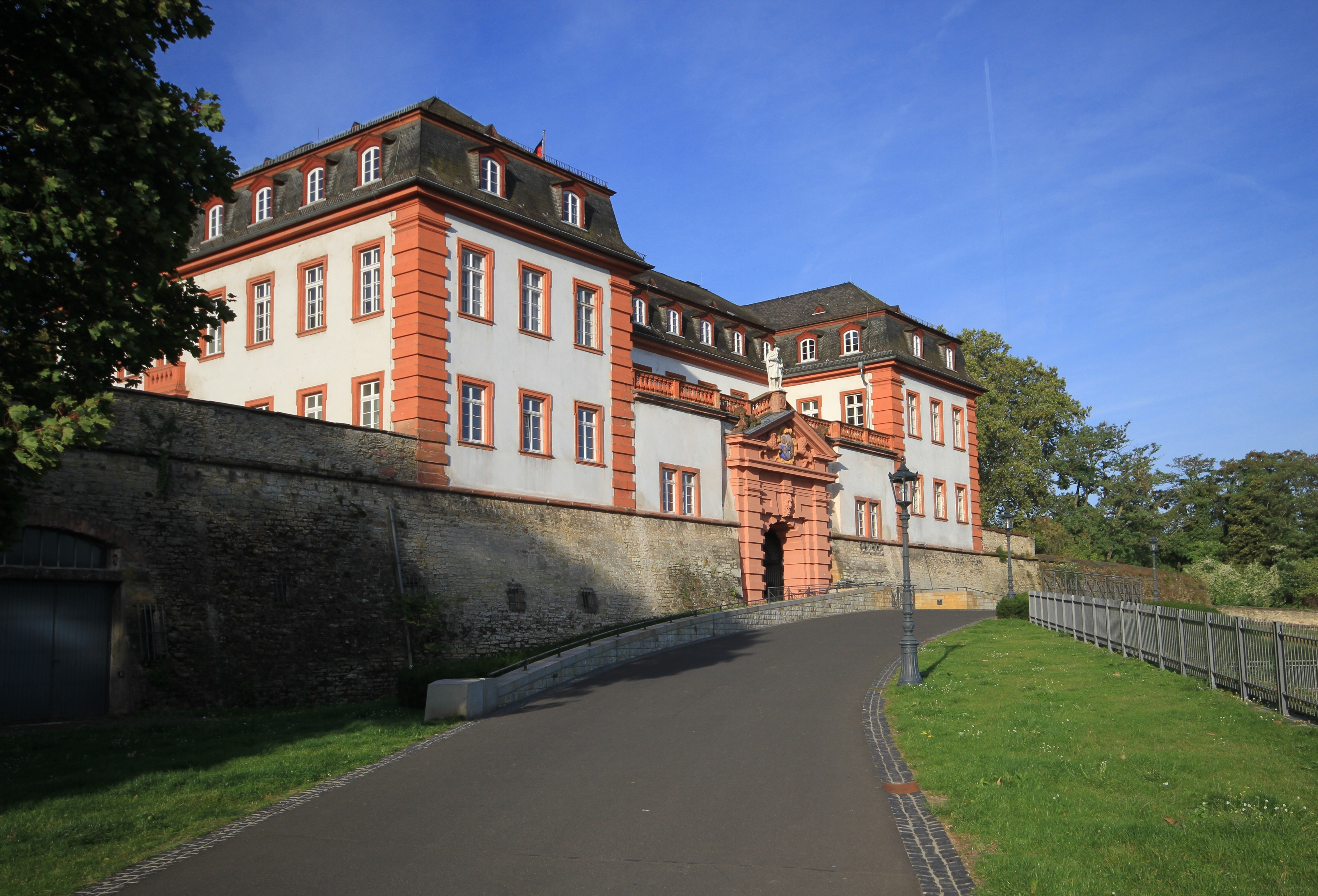
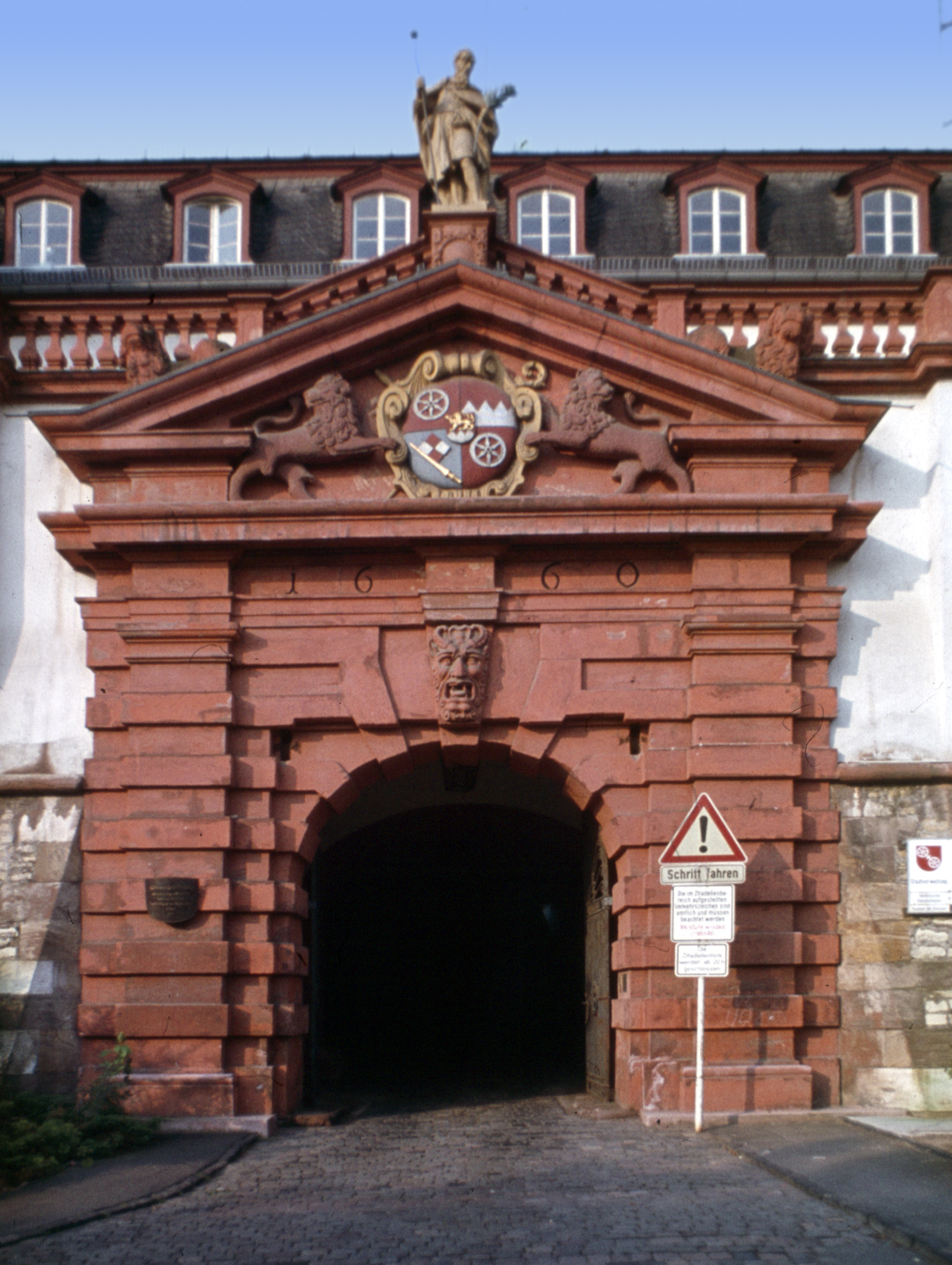
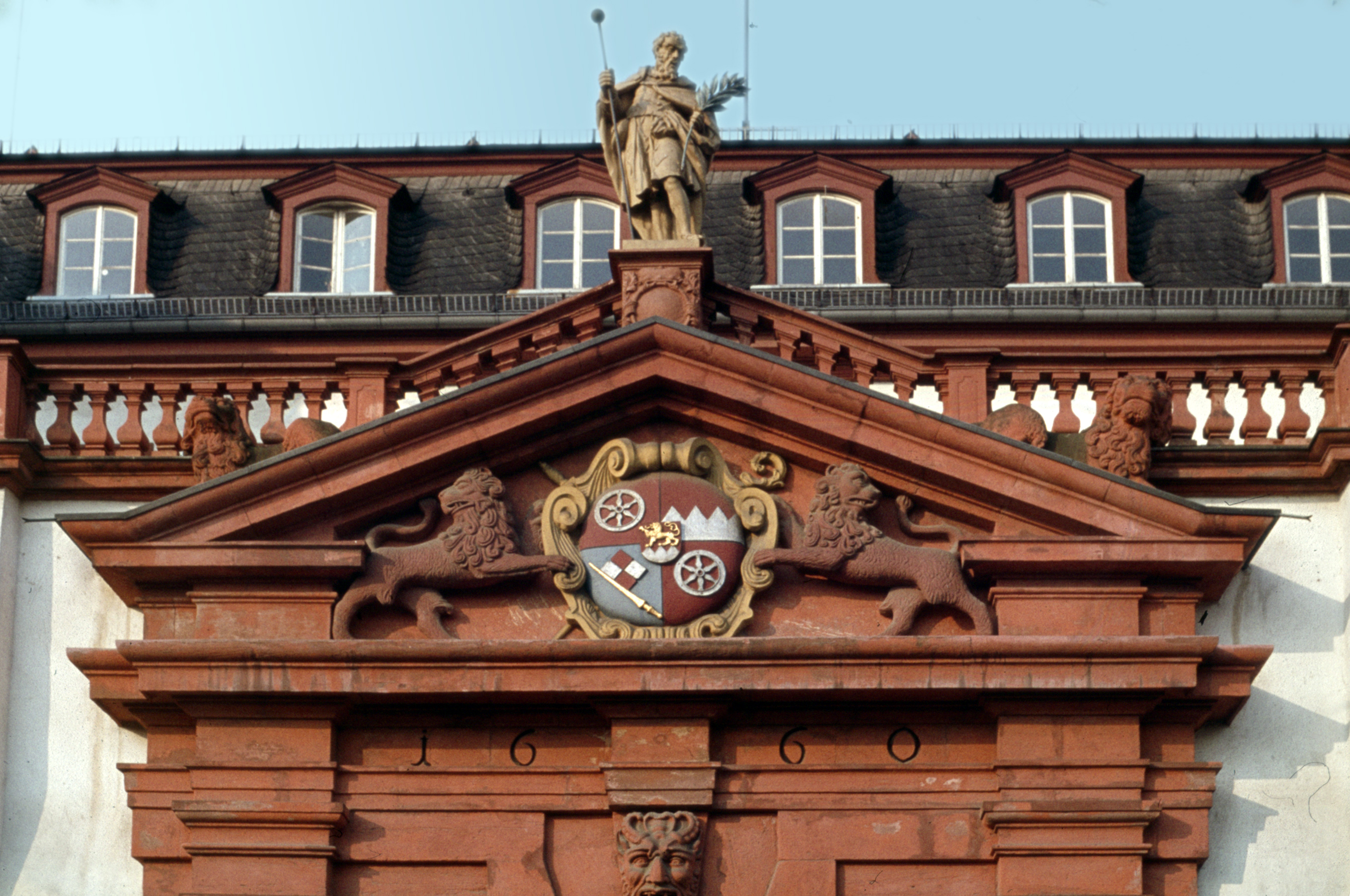
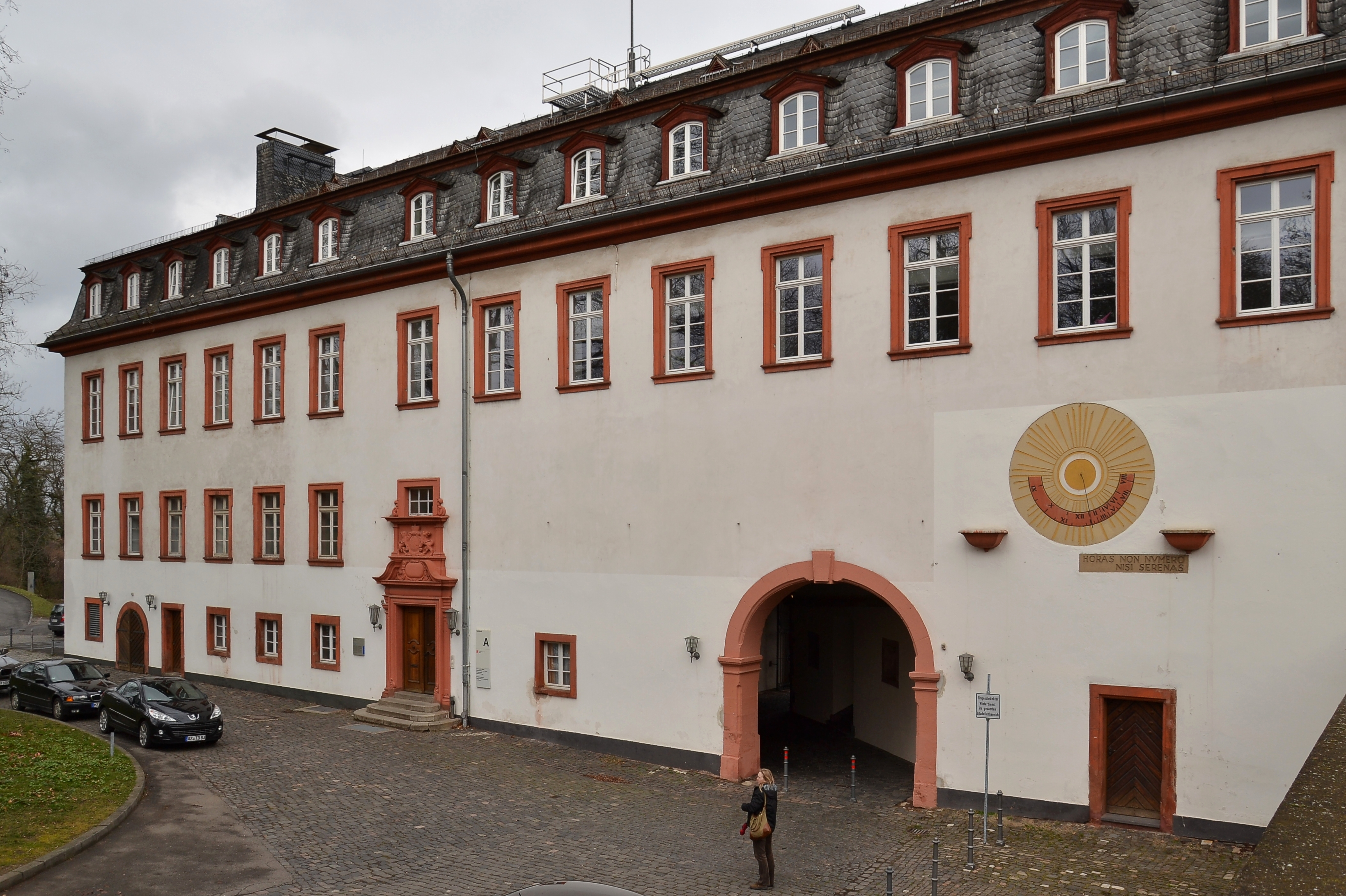
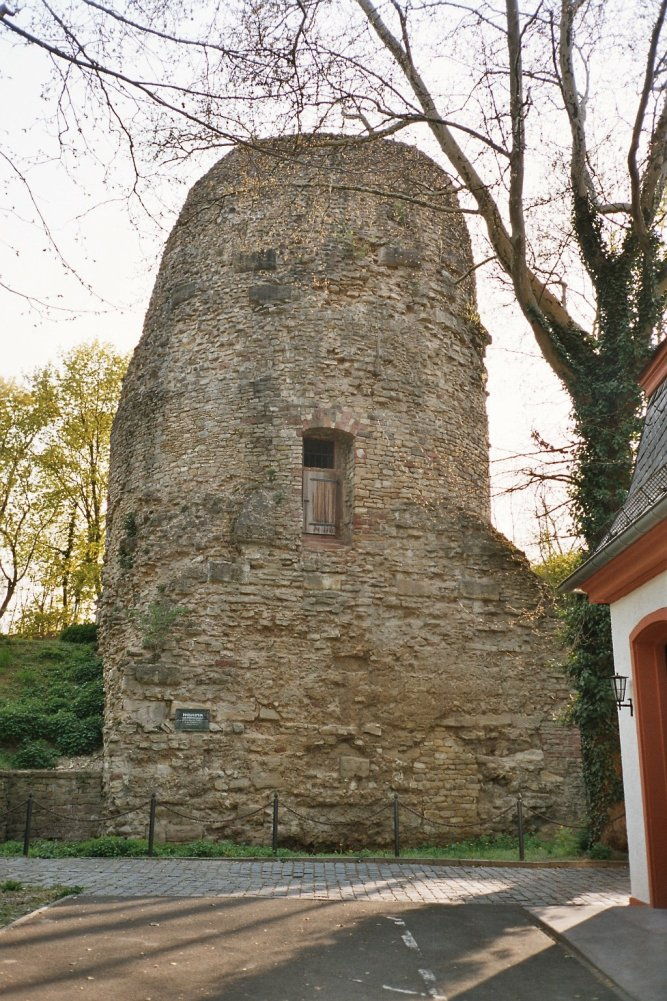
Le cénotaphe de Drusus au Bastion Drusus

## Les musées
→ À la rencontre de l'histoire – Le musée d'histoire de la forteresse de Mayence